# Paweł Niedźwiecki
Paweł Niedźwiecki (Varsòvia, 12 de maig de 1974) va ser un ciclista polonès, professional del 1996 al 2002. El seu èxit més important fou la victòria a la Volta al Japó de 2001

## Palmarès
- 1994
  - 1r a la Szlakiem Grodów Piastowskich
- 1995
  - 1r al Memorial Andrzej Trochanowski
- 2000
  - Vencedor d'una etapa al Commonwealth Bank Classic
  - Vencedor de 2 etapes a la Małopolski Wyścig Górski
- 2001
  - 1r a la Volta al Japó